# Ciro Redondo, Cuba
Ciro Redondo là đô thị ở tỉnh Ciego de Ávila của Cuba. Đô thị này nằm ở trung đoạn giữ các thành phố Ciego de Ávila và Morón.

## Dân số
Năm 2004, đô thị Ciro Redondo có dân số 29.560 người. với diện tích 588 km² (227 mi²), và mật độ dân số 50,3người/km² (130,3người/sq mi).